# Virslīga 2004
In 2004 werd het 30ste voetbalseizoen gespeeld van de Letse Virslīga. De competitie werd gespeeld van 4 april tot 11 november, Skonto werd kampioen. 
Gauja Valmiera trok zich om financiële redenen terug, Ditton Daugavpils nam de vrijgekomen plaats in. 

## Eindstand
| Plaats | Club               | Wed. | W  | G  | V  | Saldo | Ptn. |
| ------ | ------------------ | ---- | -- | -- | -- | ----- | ---- |
| 1.     | Skonto Riga        | 28   | 22 | 3  | 3  | 65-18 | 69   |
| 2.     | Liepājas Metalurgs | 28   | 21 | 3  | 4  | 85-27 | 66   |
| 3.     | FK Ventspils       | 28   | 16 | 7  | 5  | 64-28 | 55   |
| 4.     | Dinaburg FC        | 28   | 10 | 6  | 12 | 35-36 | 36   |
| 5.     | FK Jūrmala         | 28   | 8  | 10 | 10 | 30-33 | 34   |
| 6.     | FK Riga            | 28   | 6  | 9  | 13 | 32-43 | 27   |
| 7.     | FK Ditton          | 28   | 7  | 5  | 16 | 20-62 | 26   |
| 8.     | FK Auda            | 28   | 0  | 1  | 27 | 13-97 | 1    |

|  | Kampioen, geplaatst voor eerste voorronde UEFA Champions League 2005/06 |
|  | Geplaatst voor voorronde UEFA Cup 2005/06                               |
|  | Geplaatst voor eerste ronde Intertoto Cup 2005                          |
|  | Deelname promotie/degradatie play-off                                   |
|  | Degradatie                                                              |

## Promotie/Degradatie play-off
| Team #1  | Tot.  | Team #2   | 1ste wed | 2de wed |
| -------- | ----- | --------- | -------- | ------- |
| FK Venta | 2 - 0 | FK Ditton | 1 - 0    | 1 - 0   |

## Kampioen
| Virslīga 2004               |
| Letland                     |
| --------------------------- |
| SKONTO Kampioen (13° titel) |